# 帕尔马诺瓦
帕尔马诺瓦（義大利語：Palmanova）是意大利东北部弗留利-威尼斯朱利亚大区的一个市镇，也是著名的九角星形要塞，靠近斯洛文尼亚边境，距离乌迪内20公里，戈里齐亚28公里，的里雅斯特55公里。

## 景点
- 主教座堂：位于市政厅前面，建于1603-1636年。
- 城门：乌迪内门（Porta Udine）、奇维塔莱门（Porta Cividale）和阿奎萊亚门（Porta Aquileia）。
- 大广场（Piazza Grande）
- 因与八卦相似，称八卦村，中心大广场分出六条街，三条封闭，三条有城门，其中一个上有军事博物馆
- 歌手斯汀于2001年7月5日在大广场开露天音乐会[1]

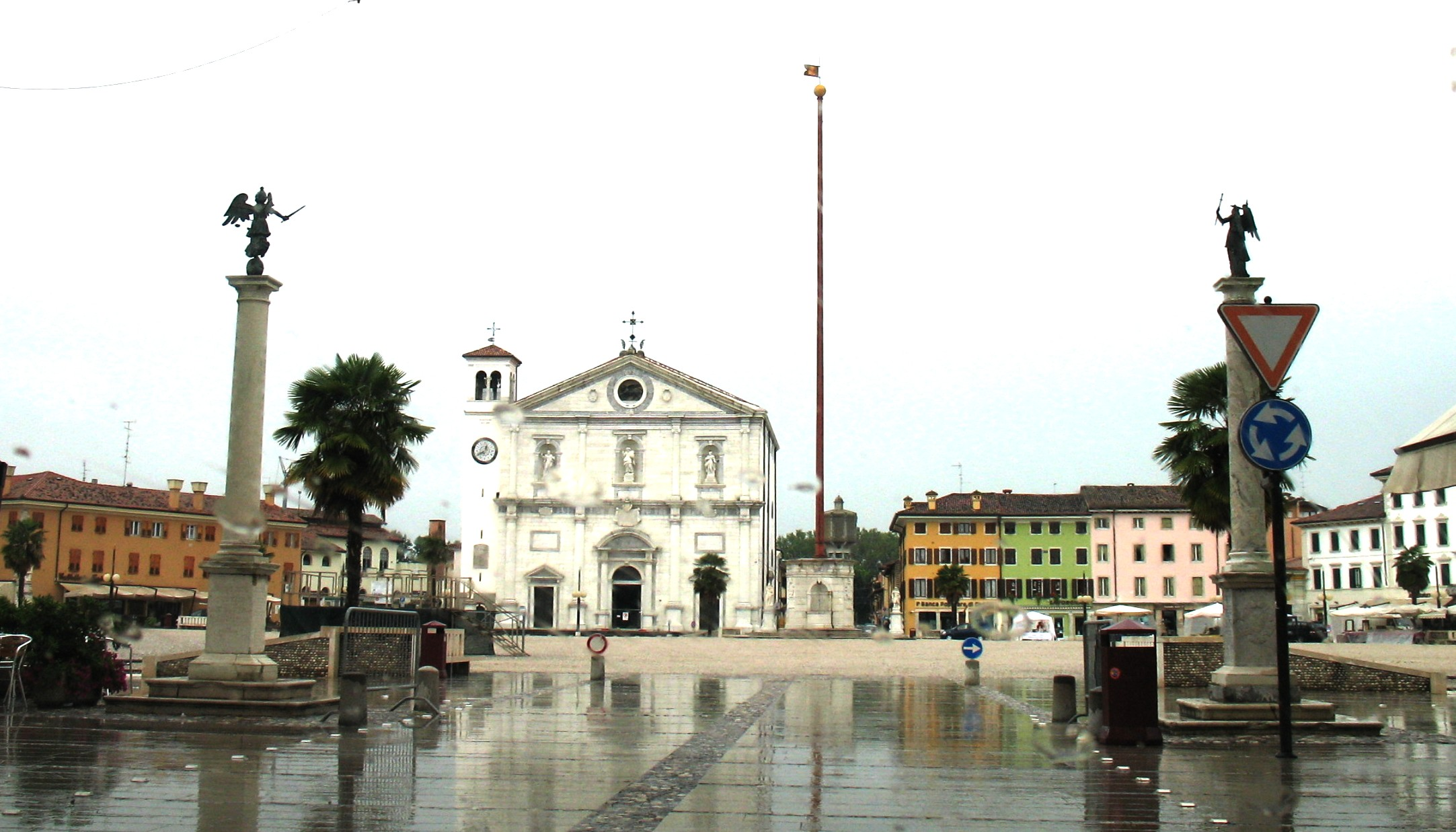
大廣場
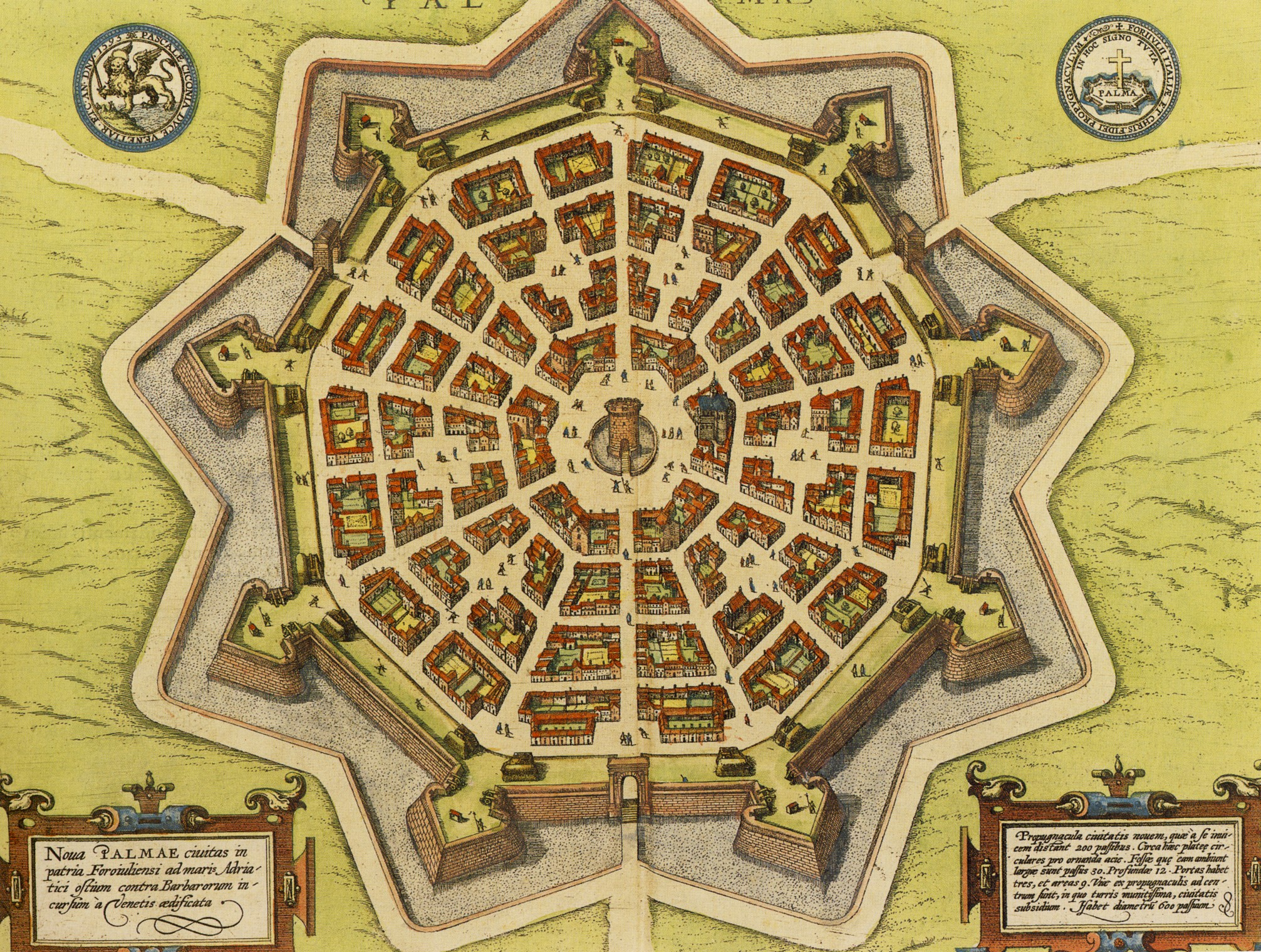
地图